# Дегва
Дегва — село в Сергокалинском районе Дагестана.
Образует Дегвинскую сельскую администрацию (включает село Дегва и село Аймазимахи).
Статус населённого пункта — с 1921 года.

## География
Село расположено на реке Какаозень, на высоте 960 м, в 13 км к юго-западу от районного центра с. Сергокала.
Близ села — небольшие курганы.
Ближайшие населённые пункты: на северо-западе — сёла Зурилаудимахи и Джаквамахи, на северо-востоке — село Кадиркент, на юго-востоке — сёла Ванашимахи и Аялизимахи, на юго-западе — село Мекеги.

## Население
| 1888 | 1895 | 1926 | 1939 | 1970 | 1989 | 2002  |
| ---- | ---- | ---- | ---- | ---- | ---- | ----- |
| 411  | ↘132 | ↗540 | ↘79  | ↗589 | ↘542 | ↗1324 |
| 2010 | 2012 | 2013 | 2014 | 2015 | 2016 | 2017  |
| ↘824 | ↗829 | ↘822 | ↗824 | ↘817 | ↘808 | ↘786  |
| 2018 | 2019 | 2020 | 2021 | 2023 | 2024 | 2025  |
| ↘761 | ↘758 | ↘750 | ↘629 | ↘615 | ↗616 | ↘613  |

## Этимология
Название села происходит от местности «Дегва», где молотили снопы пшеницы и других злаков, что на даргинском языке называется: «дег» или «дег дергес» — «молотить снопы».

## История
Селение Дегва расположено в ущелье Ая-кака. Древним поселением современных дегвинцев являлась юго-западная часть современного селения Мекеги, ныне эта местность называется Аймази-махи.
Во время эпидемии тифа западная часть Мекеги была закрыта от южной, чтобы никто не мог проникнуть из охваченной эпидемией части Мекеги (Ныне Аймази-махи), так как в то время не умели лечить подобные болезни. После отступления эпидемии уцелевшая часть южных мекегинцев, чтобы не заразить остальных сельчан, переселилась в долину «Дегола къада» на свои летние отгонные земли. Таким образом возникло современное селение Дегва.
У дегвинцев сохранилось также устное предание, в котором прямо утверждается, что кадарцы — родные братья древних дегвинцев или южных мекегинцев, которые переселились на место современного селения Дегва. Более того аналогичное предание о трёх родных братьях сохранилось и у современных жителей Мекеги. Это предание подтверждается ещё и старожилами соседнего урахинского селения Ая-махи, которые дегвинцев называли «кадарцами».
В древнедегвинских или южномекегинских могильниках обнаружены «аланские захоронения», но если быть точнее «сако-массагетские захоронения», что подтверждает историк Расул Магомедов. Уместно также вспомнить, что древнее Мекеги упоминается как албанская крепость «Мика».
Посетивший село в 1873 году русский путешественник Владимир Вилльер де Лиль-Адам о Дегве пишет:
На другое утро поѣхалъ я въ Девгаши, лежащия въ Кайтаго-Табасаранскомъ округѣ. Сначала дорога идетъ долиной Урахлинской рѣчки, вдоль лѣсистыхъ горъ, вершинная линия которыхъ представляетъ естественную, отвѣсную стѣну. Здѣсь происходятъ весной скачки, призомъ которыхъ быкъ. Въ нѣкоторомъ отдаленіи видны Мургуxекiя горы, густо заросшія кустарникомъ и молодымъ мѣсомъ. Въ этой мѣстности, весьма лѣеистой, водится множество медвѣдей, кабановъ и туровъ
Дегва до 1931 года входило в состав Левашинского района ДАССР. В 1931 году из-за территориальной близости к Сергокале было решено включить Дегва в состав Сергокалинского района.
В 1975 хутор Бурхимахи влился в Дегву